# 후카가와 도모타카
후카가와 도모타카(일본어: 深川 友貴, 1972년 7월 24일 ~ )는 일본의 전 축구 선수이다. 과거 세레소 오사카, 콘사돌레 삿포로, 미토 홀리호크에서 활동하였다.

## 구단 경력
1995년 J1리그의 세레소 오사카에 입단했다. 1997년까지 58경기에 출전하여, 7득점을 넣었다. 1998년 콘사돌레 삿포로로 이적했다. 1998년후 J2리그에 강등했다. 2000년 J2리그 우승으로 J1리그로 승격했다. 2002년 J2리그의 미토 홀리호크로 이적했다. 2002년후 현역 은퇴.